# Loren Gray
Loren Gray Beech, född 19 april 2002 i Pottstown, Pennsylvania, är en amerikansk modell, sångerska och social mediepersonlighet som i augusti 2019 hade över 40 miljoner följare på TikTok, över 21 miljoner följare på Instagram och över 3 miljoner prenumeranter på Youtube. Hon har skivkontrakt med skivbolagen Virgin och Capitol.
2017 medverkade Gray på den engelska popsångaren HRVYs låt "Personal" och hon medverkade även i musikvideon till låten. Hon medverkade även senare 2019 i hans musikvideo till låten "Million Ways". I mars 2018 släppte hon sin debutsingel "My Story".
I februari 2020 medverkade Gray i musikvideon för Taylor Swifts låt "The Man".